# Andorra Telecom
De Andorra Telecom is een telecommunicatiebedrijf uit het prinsdom Andorra. Het is een staatsbedrijf en heeft een monopoliepositie op de Andorrese markt.
Daarnaast beheert het bedrijf de technische infrastructuur van alle radio- en televisiezenders, die tegenwoordig in het hele land al op digitaal formaat beschikbaar zijn. Naast het uitzenden van de kanalen van RTVA, de Andorrese publieke omroep, geeft het bedrijf ook enkele Spaanse en Franse kanalen door. Bovendien heeft het een overeenkomst met het Spaanse bedrijf Telefónica S.A. waardoor het pakket van betaaltelevisie van Movistar+ ook in het prinsdom verkrijgbaar is. 
In 2014 verzorgde het bedrijf 48.012 vaste telefoonaansluitingen, 64.043 mobiele aansluitingen en 27.925 breedbandaansluitingen. 57% van deze breedbandaansluitingen loopt via Glasvezelkabels.
De bestuursraad van het bedrijf dient zich te verantwoorden tegenover het Andorrese parlement.